# São Torquato (Vila Velha)
São Torquato é um distrito do município brasileiro de Vila Velha, no estado do Espírito Santo. Segundo o censo demográfico de 2022, realizado pelo Instituto Brasileiro de Geografia e Estatística (IBGE), sua população era de 16 197 habitantes e havia 6 077 domicílios particulares permanentes ocupados. Foi criado pela lei estadual nº 1.935 de 8 de janeiro de 1964.
De acordo com o IBGE, em 2010 a população era de 18 805 habitantes e havia 7 018 domicílios particulares.

## Cultura

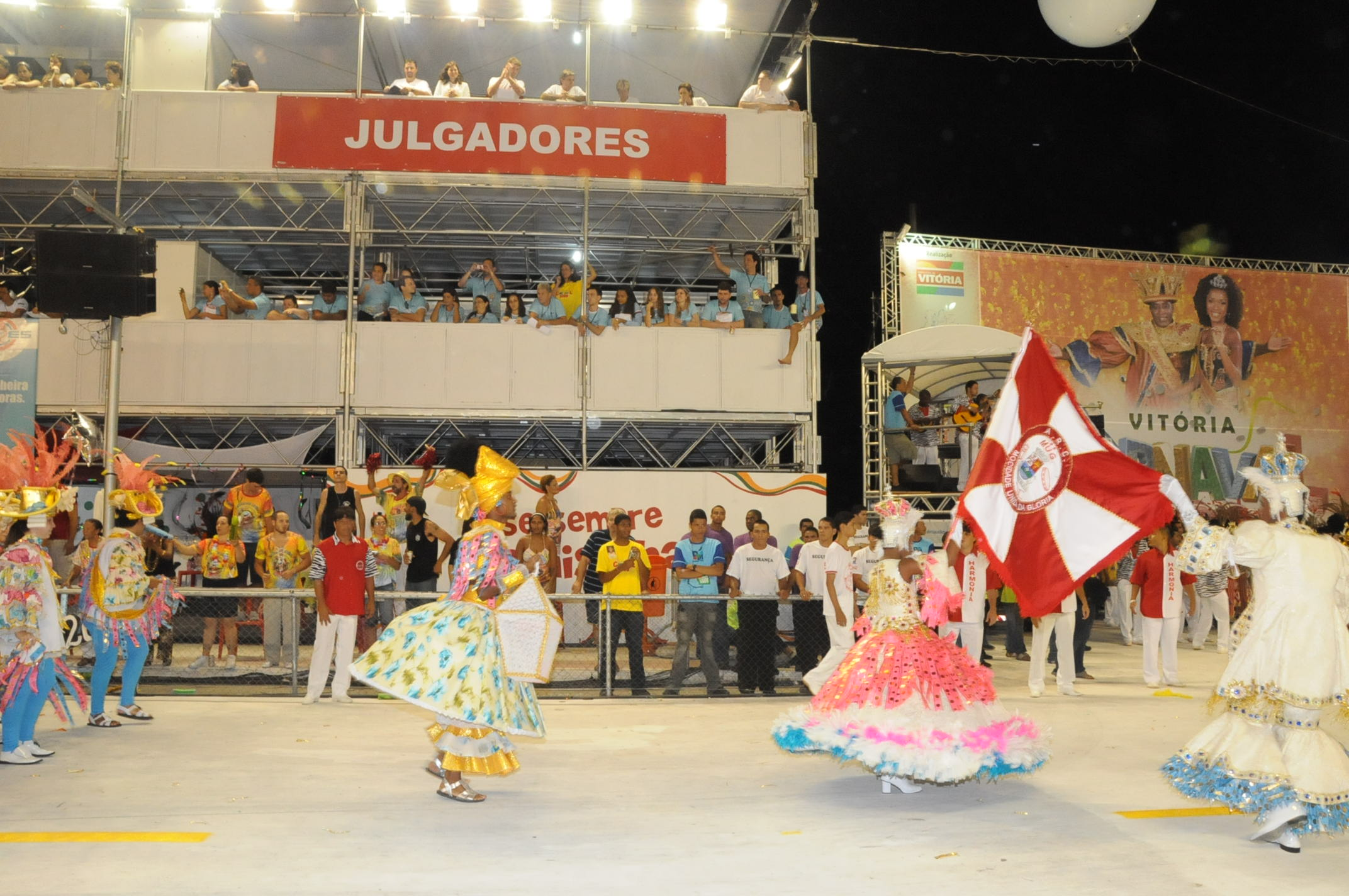
Desfile da Independentes de São Torquato - Carnaval 2009

Em São Torquato se localiza a escola de samba Independentes de São Torquato, nasceu oficialmente em 1974, a escola participa ativamente na sua quadra de ensaios e sendo uma das principais escolas participantes do Sambão do Povo anualmente.